# Danielle Hill
Danielle Hill (Belfast, 27 settembre 1999) è una nuotatrice irlandese, specializzata nel dorso.

## Biografia
Nata in Irlanda del Nord, gareggia per la Repubblica d'Irlanda.
Nel giugno 2021 ha siglato il nuovo record nazionale irlandese nei 100 metri dorso con il crono di 1'00"18, ottenendo così la qualificazione per le Olimpiadi di Tokyo.
Il 20 giugno 2024, agli europei di Belgrado, conquista la medaglia d'oro nei 50 metri dorso, davanti alla greca Theodōra Drakou ed alla polacca Adela Piskorska. In questo modo diventa la prima nuotatrice irlandese a conquistare un oro continentale dopo Michelle Smith nel 1997. Due giorni dopo ottiene anche il secondo gradino del podio nei 100 metri dorso, alle spalle di Piskorska.

## Palmarès
- Europei

Belgrado 2024: oro nei 50m dorso, argento nei 100m dorso.